# Geslacht (biologie)
Een geslacht of genus (meervoud genera) is een taxonomische rang boven de rang van soort. De wetenschappelijke naam van een soort bestaat altijd uit de geslachtsnaam, beginnend met een hoofdletter, met daaropvolgend de soortaanduiding (epitheton), die altijd met kleine letters wordt geschreven. Boven een geslacht is de rang van onderfamilie en bij grote onderfamilie eerst nog een geslachtengroep. Geslachten kunnen soms worden onderverdeeld in ondergeslachten. 
Soorten binnen eenzelfde geslacht zijn nauwer aan elkaar verwant dan aan soorten in andere geslachten. Dat de tijger (Panthera tigris) en de leeuw (Panthera leo) in hetzelfde geslacht Panthera geplaatst worden, geeft een dergelijke verwantschap aan.
Wetenschappelijke geslachtsnamen behoren in gedrukte tekst cursief weergegeven te worden en altijd met een hoofdletter: Panthera. Dat geldt ook voor de volledige naam van een soort, bestaande uit de geslachtsnaam plus de soortaanduiding: Panthera leo. Nederlandstalige namen worden juist niet cursief weergegeven. Als uit de context duidelijk is om welk geslacht het gaat (bijvoorbeeld omdat dit eerder in een publicatie al genoemd is), wordt dit deel van een soortnaam in biologische publicaties vaak afgekort: D. melanogaster in plaats van Drosophila melanogaster.
Van sommige geslachten is de wetenschappelijke naam overgenomen in het algemeen spraakgebruik, zoals aster (Aster) en dahlia (Dahlia), maar daarbij is het niet vanzelfsprekend dat wat in de volksmond met die naam wordt aangeduid ook overeenkomt met wat bedoeld wordt met de wetenschappelijke naam. Zo is een rododendron wel altijd een Rhododendron-soort, maar het omgekeerde is niet waar, want planten die vaak met azalea worden aangeduid, behoren ook tot het geslacht Rhododendron. Kamerplanten van het geslacht Pelargonium worden gewoonlijk geranium genoemd. De tot de Vlinderbloemenfamilie behorende acacia (Robinia pseudoacacia) en mimosa (Acacia sp.) hebben ook misleidende namen. Kruidje-roer-mij-niet behoort weer tot het geslacht Mimosa.
Een groot aantal fossiele soorten, zoals van de dinosauriërs, worden met alleen de geslachtsnaam aangeduid. Een verklaring daarvoor is, dat dergelijke geslachten monotypisch zijn: ze tellen maar één soort.
Andere geslachtsnamen klinken bekend vanwege het product dat door leden van het geslacht geleverd wordt: zo klinkt Nicotiana bekend vanwege de nicotine, uit de tabaksplant (Nicotiana tabacum). Sommige geslachtsnamen zijn overgenomen in termen met een ongunstige klank: fytoftora (van Phytophthora) of bacil van Bacillus.